# Asiceratinops
Asiceratinops é um gênero de aranhas da família Linyphiidae descrito em 1992. Engloba 2 espécies, que são encontradas na Rússia.